# Polystachya riomuniensis
Polystachya riomuniensis är en orkidéart som beskrevs av Tariq Stévart och Nguema. Polystachya riomuniensis ingår i släktet Polystachya och familjen orkidéer.
Artens utbredningsområde är Ekvatorialguinea. Inga underarter finns listade i Catalogue of Life.